# Taliabu
Taliabu là một hòn đảo có diện tích 2.913 km² thuộc quần đảo Sula, một bộ phận của quần đảo Maluku tại Indonesia. Taliabu nằm ở phía đông của đảo lớn Sulawesi, và chỉ cách hòn đảo Mangole lân cận qua một eo biển hẹp tên là Capalulu. Điểm cao nhất trên đảo có cao độ 1157 m và đường bờ biển của đảo có chiều dài 410,5 km. Nằm ngay ngoài khơi của Taliabu là một hòn đảo nhỏ tên là Seho. Taliabu có địa hình đồi núi, diện tích rừng lớn và dân cư thưa thớt. Địa điểm dân cư quan trọng nhất là Lekitobi ở phía tây nam của đảo. Trong quá khứ, hòn đảo là một phần của vương quốc Hồi giáo Ternate.